# 北海道釧路方面公安委員會
北海道釧路方面公安委員会（日语：／ Hokkaidō Kushiro hōmen kō'an-i'inkai */?）是由北海道公安委員會所轄，負責管理北海道警察釧路方面本部的行政委員會，由3名委員組成。

## 委員
- 委員長[1]
  - 梁瀨之弘
- 委員[1]
  - 細川吉博
  - 甲賀伸彦

## 下部組織
- 北海道警察釧路方面本部

## 脚注
1. 1 2  . 北海道公安委員会. 北海道警察.   [2010-03-01]. （原始内容存档于2010-04-06）.

## 外部連結
- 官方網站（页面存档备份，存于）